# Idioma protomongólico
El protomongólico es la hipotética lengua ancestral de las lenguas mongólicas modernas. Es muy cercano al mongol medio, la lengua hablada en la época de Genghis Khan y el Imperio mongol. Por tanto, se puede demostrar que la mayoría de las características de las lenguas mongólicas modernas descienden del mongol medio. Una excepción sería el sufijo de voz pluritativa mongol común -cAgA- 'hacer juntos', que puede reconstruirse a partir de las lenguas modernas pero no está atestiguado en el mongol medio.
Con respecto al período de tiempo en que se habló el protomongólico, Juha Janhunen escribe: "La datación absoluta del protomongólico depende de cuándo, exactamente, terminó la unidad lingüística de sus hablantes", es decir, cuándo evolucionó hacia lenguas mongólicas separadas; este evento tuvo lugar "sólo después de la dispersión geográfica de los antiguos mongoles bajo Gengis Khan", que fue "no antes del siglo XIII". Como resultado, "esto significa que las diferencias actuales entre las lenguas mongólicas probablemente sean el resultado de menos de 800 años de evolución divergente".

## Fonológia
|         | Anteriores | Centrales | Posteriores |
| ------- | ---------- | --------- | ----------- |
| Cerrada | *ü /y/     | *i        | *u          |
| Media   | *ö /ø/     |           | *o          |
| Abierta | *e         |           | *a          |

|             | Labiales | Alveolares | Palatales | Velares |
| ----------- | -------- | ---------- | --------- | ------- |
| Nasales     | *m       | *n         |           | *ŋ      |
| Fortis      |          | *t         | *c /t͡ʃ/   | *k      |
| Lenis       | *b       | *d         | *j /d͡ʒ/   | *g      |
| Fricativas  |          | *s         |           | *x /h/  |
| Laterales   |          | *l         |           |         |
| Líquidas    |          | *r         |           |         |
| Semivocales |          |            | *y /j/    |         |

## Morfología

### Plurales
Una forma en que los protomongoles formaban plurales era añadiendo -s o -ud a una palabra. -s se agregaría a las palabras que terminan en vocales, por ejemplo, ere (hombre) se convertiría en eres. -ud se añadiría a las palabras que terminan en consonantes, por ejemplo nom (libro) se convertiría en nomud. Sin embargo, para las palabras que terminan en la consonante n, l o r se perdería la letra final y solo se agregaría la d, por ejemplo kan (príncipe) se convertiría en kad (príncipes).

## Números
| 1    | *nike(n)     |
| 2    | *koxar       |
| 3    | *gurba(n)    |
| 4    | *dörbe(n)    |
| 5    | *tabu(n)     |
| 6    | *jirguxa(n)  |
| 7    | *doluxa(n)   |
| 8    | *na(y)ima(n) |
| 9    | *yersü(n)    |
| 10   | *xarba(n)    |
| 20   | *kori(n)     |
| 30   | *guci(n)     |
| 40   | *döci(n)     |
| 50   | *tabi(n)     |
| 60   | *jira(n)     |
| 70   | *dala(n)     |
| 80   | *naya(n)     |
| 90   | *yere(n)     |
| 100  | *jaxu(n)     |
| 1000 | *minga(n)    |